# Андахази, Федерико
Федери́ко Андаха́зи (исп. Federico Andahazi; род. 6 июня 1963, Буэнос-Айрес) — аргентинский писатель.

## Биография и творчество
Родился в семье венгерского поэта и психолога Белы Андахази, приходился внуком политику и художнику Беле Кашне Андахази, эмигрировавшему в Аргентину. Окончил психологический факультет университета Буэнос-Айреса, но посвятил себя литературному творчеству. В 1995 году два его рассказа были особо отмечены жюри Национального конкурса Института Св. Фомы Аквинского.
Стал известным после публикации в 1995 году романа «Анатом». В 1996 году стал — за этот роман — лауреатом первой премии аргентинского Фонда Амалии Лакросе де Фортабат, однако из-за полемики по поводу эпатажного эротического содержания произведения, Андахази получил лишь денежную часть премии, но не звание лауреата. «Произведение, получившее награду, не способствует укреплению наивысших духовных ценностей» — так гласило заявление Фонда, отражая возмущение «общественного мнения». Но в 1997 году роман выходит в издательстве «Планета» (Испания) и с этого момента становится международным бестселлером. Он переведен почти на все европейские языки, в том числе (2003 год. Издательство «Махаон», Москва. Серия «Современная классика») на русский.
Мировую известность приобрели второй его роман — «Милосердные» (1998) и третий — «Фламандский секрет» (2003). Оба переведены на русский язык. Для Андахази характерно эклектическое смешение жанров — притча, готический роман, детектив, «чёрная» проза. В своих произведениях он интерпретирует реальные исторические факты, привлекая внимание читателя к вечным проблемам любви («Анатом»), творчества («Фламандский секрет»). Роман «Государь» (2001) посвящён проблеме тоталитаризма — одной из основных тем латиноамериканской литературы.